# Duncans Creek
Duncans Creek är en ort i Australien. Den ligger i kommunen Tamworth Municipality och delstaten New South Wales, i den sydöstra delen av landet, omkring 280 kilometer norr om delstatshuvudstaden Sydney. Orten hade 57 invånare år 2016.
Närmaste större samhälle är Nundle, omkring 13 kilometer sydväst om Duncans Creek.